# Acremonium tulasnei
Acremonium tulasnei är en svampart som beskrevs av G.R.W. Arnold 1971. Acremonium tulasnei ingår i släktet Acremonium, ordningen köttkärnsvampar, klassen Sordariomycetes, divisionen sporsäcksvampar och riket svampar.   Inga underarter finns listade i Catalogue of Life.